# Unidade Local de Saúde de Matosinhos
A Unidade Local de Saúde de Matosinhos (ULSM) é uma unidade local de saúde do Serviço Nacional de Saúde situada em Matosinhos. Presta cuidados de saúde primários, hospitalares e continuados a uma população de cerca de 180 000 habitantes no município de Matosinhos, na Área Metropolitana do Porto. É constituída pelo Hospital de Pedro Hispano e 14 Unidades de Saúde Familiar, 2 Unidades de Cuidados de Saúde Personalizados e 2 Unidades de Cuidados na Comunidade.